# Fachleistungsdifferenzierung
Die Fachleistungsdifferenzierung ist der schulische Versuch, eine weitestgehend homogene Lerngruppe – bezogen auf ein konkretes Unterrichtsfach – herzustellen. Damit verbindet sich die Erwartung, den individuellen Stärken und Schwächen von Schülern entgegenzukommen. Orientierungsgrößen für die Differenzierung innerhalb eines Schuljahrgangs bilden die individuellen Fachleistungen von Schülern in dafür relevanten Schulfächern. 

## Kurssystem
Es handelt sich um ein Kurssystem für weiterführende Schulen. Dabei werden Schüler zu Beginn der 7. Klasse in den Fächern Deutsch, 1. Fremdsprache, Biologie, Chemie und Mathematik jeweils einem der drei Kurse zugewiesen.
Dies sind in der oberen Anspruchsebene der Aufbaukurs sowie der Erweiterungskurs und in der unteren Anspruchsebene der Grundkurs.
Die Zuweisung zu den einzelnen Kursniveaus im Rahmen der Fachleistungsdifferenzierung ist ein Instrument der schulischen Selektionsfunktion. Schüler die eher langsam lernen, besuchen im Rahmen einer äußeren Fachleistungsdifferenzierung einen Grundkurs, schneller Lernende werden in der Regel einem Erweiterungs- bzw. Leistungskurs zugewiesen. Innere Fachleistungsdifferenzierung vollzieht sich innerhalb eines Kurses durch direkte Zuweisung von Lernaufgaben an einzelne Schüler, entsprechend dem ihnen durch die Lehrkräfte zugerechneten Leistungsniveau.